# Разорёно-Семёновское
Разорёно-Семёновское — деревня в Талдомском районе Московской области России, входит в состав сельского поселения Ермолинское. Население — 43 чел. (2010).

## География
Расположена на севере Московской области, в восточной части Талдомского района, примерно в 20 км к востоку от центра города Талдома, с которым связана прямым автобусным сообщением (маршруты № 26 и № 29), на автодороге, соединяющей районный центр с трассой Р104.
Ближайшие населённые пункты — деревни Головачево, Костолыгино, Павловское и Рождество-Вьюлки. Южнее деревни находится участок «Дубненский болотный массив», а западнее — участок «Апсаревское урочище» государственного природного заказника «Журавлиная родина».

## Население
| 1859 | 1888 | 1926 | 2002 | 2006 | 2010 |
| ---- | ---- | ---- | ---- | ---- | ---- |
| 383  | ↗400 | ↘392 | ↘19  | ↗34  | ↗43  |

## История
В «Списке населённых мест» 1862 года — владельческая деревня 2-го стана Калязинского уезда Тверской губернии между Дмитровским и Углицко-Московским трактами, в 55 верстах от уездного города и 16 верстах от становой квартиры, при колодце, с 48 дворами и 383 жителями (187 мужчин, 196 женщин).
По данным 1888 года входила в состав Семёновской волости Калязинского уезда, проживало 400 человек (177 мужчин, 223 женщины).
По материалам Всесоюзной переписи населения 1926 года — центр Разорёно-Семёновского сельского совета Семёновской волости Ленинского уезда Московской губернии, в 13,9 км от шоссе Углич — Сергиев и 16 км от станции Талдом Савёловской железной дороги, проживало 392 жителя (180 мужчин, 212 женщин), насчитывалось 78 хозяйств, среди которых 71 крестьянское, имелись школа 1-й ступени и маслобойня, работала артель башмачников.
С 1929 года — населённый пункт в составе Ленинского района Кимрского округа Московской области.
Постановлением ЦИК и СНК от 23 июля 1930 года округа как административно-территориальные единицы были ликвидированы. Постановлением Президиума ВЦИК от 27 декабря 1930 года городу Ленинску было возвращено историческое наименование Талдом, а район был переименован в Талдомский.
1930—1954 гг. — центр Разорёно-Семёновского сельсовета Талдомского района.
1954—1963, 1965—1994 гг. — деревня Николо-Кропоткинского сельсовета Талдомского района.
1963—1965 гг. — деревня Николо-Кропоткинского сельсовета Дмитровского укрупнённого сельского района.
1994—2004 гг. — деревня Николо-Кропоткинского сельского округа Талдомского района.
2004—2006 гг. — деревня Ермолинского сельского округа Талдомского района.
С 2006 г. — деревня сельского поселения Ермолинское Талдомского муниципального района Московской области.